# Aguilar de la Frontera (Gerichtsbezirk)
Der Gerichtsbezirk Aguilar de la Frontera ist einer der zwölf Gerichtsbezirke in der spanischen Provinz Córdoba.
Der Bezirk umfasst 3 Gemeinden auf einer Fläche von 218,85 km² mit dem Hauptquartier in Aguilar de la Frontera.

## Gemeinden
| Gemeinde                              | Einwohner (2024) | Fläche km² | Dichte Einw./km² | Cod INE | Postleitzahl |
| ------------------------------------- | ---------------- | ---------- | ---------------- | ------- | ------------ |
| Aguilar de la Frontera                | 13.210           | 166,48     | 79               | 14002   | 14920        |
| Monturque                             | 1.933            | 32,83      | 59               | 14044   | 14930        |
| Moriles                               | 3.643            | 19,54      | 186              | 14045   | 14510        |
| Gerichtsbezirk Aguilar de la Frontera | 18.786           | 218,85     | 86               | –       | –            |